# BCzA Korosteń
BCzA Korosteń (ukr. Футбольний клуб Будинок Червоної Армії Коростень, Futbolnyj Kłub Budynok Czerwonoji Armiji Korosteń, ros. ДКА — Дом Красной Армии, Dom Krasnoj Armii) – ukraiński wojskowy klub piłkarski z siedzibą w Korosteniu, w obwodzie żytomierskim. Występował w rozgrywkach lokalnych. W 1938 startował w rozgrywkach Pucharu ZSRR. Po ataku niemieckim na ZSRR w 1941 został rozwiązany.